# Le Règne de l'esprit malin (roman)
Le Règne de l'esprit malin est un roman de Charles-Ferdinand Ramuz publié en 1917.

## Historique
Le Règne de l'esprit malin est un roman de Charles-Ferdinand Ramuz (1878 † 1947), publié en 1917 par les Éditions des Cahiers vaudois.

Ce roman paraît d'abord dans Le Mercure de France à Paris en 1914, puis suivront cinq éditions avec plus ou moins de modifications.

Avec Le Règne de l'esprit malin, Ramuz commence une série de romans où il invente et découvre des mythes   paysans mettant en scène des forces cosmiques, le Bien et le Mal, le jeu entre la vie et la mort. Suivront La Guérison des maladies (1917), Les Signes parmi nous (1919), Terre du ciel (1921) et Présence de la mort (1922).

## Résumé
Un soir d'été, dans les montagnes du Valais, un inconnu qui dit se nommer Branchu, arrive au village et s'installe comme cordonnier. Au début, il est bien accueilli mais, après trois ou quatre mois, les signes commencent à se montrer...un fusil qui éclate, Mudry qui tombe d'une paroi, deux bêtes qui crèvent dans la même étable, le croup de la fille du sonneur. Pour Luc, un crève-la-faim qui lit des gros livres, le règne du Malin est commencé, pour Lhôte dont Branchu a guéri la mère, c'est Jésus !

## Éditions en français
- Le Règne de l'esprit malin, publié en deux cahiers daté de 1917 par les Éditions des Cahiers vaudois, à Lausanne.
- Le Règne de l'esprit malin, deuxième édition datée de 1922 aux Éditions Georg, à Genève.
- Le Règne de l'esprit malin, troisième édition datée de 1937 dans la revue Le Chef-d'œuvre, à Paris.
- Le Règne de l'esprit malin, quatrième édition datée de 1941 dans le huitième volume des Œuvres complètes aux Éditions Mermod, à Lausanne.
- Le Règne de l'esprit malin, cinquième édition datée de 1946 aux Éditions Mermod, à Lausanne.
- Le Règne de l'esprit malin, cinquième édition datée de 1996 aux Éditions Plaisir de Lire à Lausanne.

## Adaptation
- 1938 :  Le Règne de l'esprit malin de Max Haufler